# Alberto Madrid
Alberto Madrid (* 6. Juni 1971; † 30. November 2006) war ein spanischer Schlagzeuger der Bands Sôber und Savia. Er war neben Sänger Carlos Escobedo, den er zu Sôbers Zeiten kannte, Mitgründer der Band Savia, neben Escobedo.

## Karriere
Im Alter von 14 Jahren begann der junge Alberto Madrid Schlagzeug zu spielen. Als Jugendlicher hat er mit seinen Freunden mehrere Bands gegründet. Zeitgleich studierte er. Mit der Zeit bemerkte er, dass das Schlagzeug spielen seine Berufung ist und schloss sich der Band Santafé an, mit der er eine CD mit dem gleichen Namen veröffentlichte. Mit dieser Band war er auch auf Tournee, bemerkte aber, dass die Band ihm nicht den erhofften Bekanntheitsgrad verschaffen konnte. Seine nächste Station war My Criminal Piscolovers. Mit ihnen tourte er, jedoch konnte diese Tour nicht erfolgreich vermarktet werden und die Band trennte sich. 1999 stieß er dann zur Band Sôber und mit ihr begann sein nationaler Durchbruch. 2000 ging er nach New York und studierte dort das Schlagzeug spielen. Er galt als einer der besten Drummer Spaniens. Mit Sôber veröffentlichte er vier Alben, ehe sich die Band trennte und er zusammen mit Carlos Escobedo 2005 die Band Savia gründete. Mit dieser Band veröffentlichte er die Alben Insensible und Savia. Am 30. November 2006 verstarb Alberto Madrid bei einem Verkehrsunfall.

## Veröffentlichungen

### Santafé
- Santafé (Erscheinungsjahr unbekannt)

### Sôber
- Morfología (1999)
- Synthesis (2001)
- Paradÿsso (2003)
- Reddo (2004)

### Savia
- Insensible (2005)
- Savia (2006)